# Gardani
Gardani – polski herb szlachecki  z nobilitacji.

## Opis herbu
Na tarczy czterodzielnej w krzyż w polu pierwszym, czerwonym, orzeł srebrny, o orężu i koronie złotych. W polu drugim, srebrnym, wąż złoty w takiejż koronie, pożerający dziecię. W polu trzecim, zielonym, kobieta w zwiewnej szacie, stojąca prawą stopą na sferze błękitnej. W polu czwartym, złotym, drzewo kasztanowca w barwach naturalnych.

## Najwcześniejsze wzmianki
Nadany doktorowi medycyny, Bonawenturze Gardaniemu, 11 grudnia 1550. Herb powstał przez udostojnienie herbu rodowego herbami Polski i Królowej Bony.

## Herbowni
Gardani.